# Ореанда
Ореа́нда (укр. Ореанда, крымскотат. Oreanda, Ореанда, греч. Ωραιάντα) — посёлок городского типа на южном берегу Крыма. Входит в городской округ Ялта Республики Крым (согласно административно-территориальному делению Украины — Ялтинский горсовет Автономной Республики Крым, в состав Ливадийского поссовета).

## География
Расположен на побережье Чёрного моря в 5 км от Ялты, высота центра пгт над уровнем моря — 197 м. Через поселок проходит Алупкинское шоссе.

## История
Ореанда, судя по имеющимся сведениям, относится к древнейшим поселениям южного берега Крыма, основанным потомками готов и аланов, заселивших край во II—III веках, смешавшихся с автохтонными жителями и принявших в III веке христианство, как часть Готской епархии Константинопольского патриархата. По договору Генуи с Элиас-Беем Солхатским 1381 года, когда «гористая южная часть Крыма к северо-востоку от Балаклавы», с её поселениями и народом, который суть христиане, полностью переходшла во владение генуэзцев, в состав Капитанства Готия вошла и Ореанда (лат. casalle Oriande) упоминается в хранящихся в Генуе казначейских списках Кафы (cartolfri della Masseria), относимых к 1381 году.

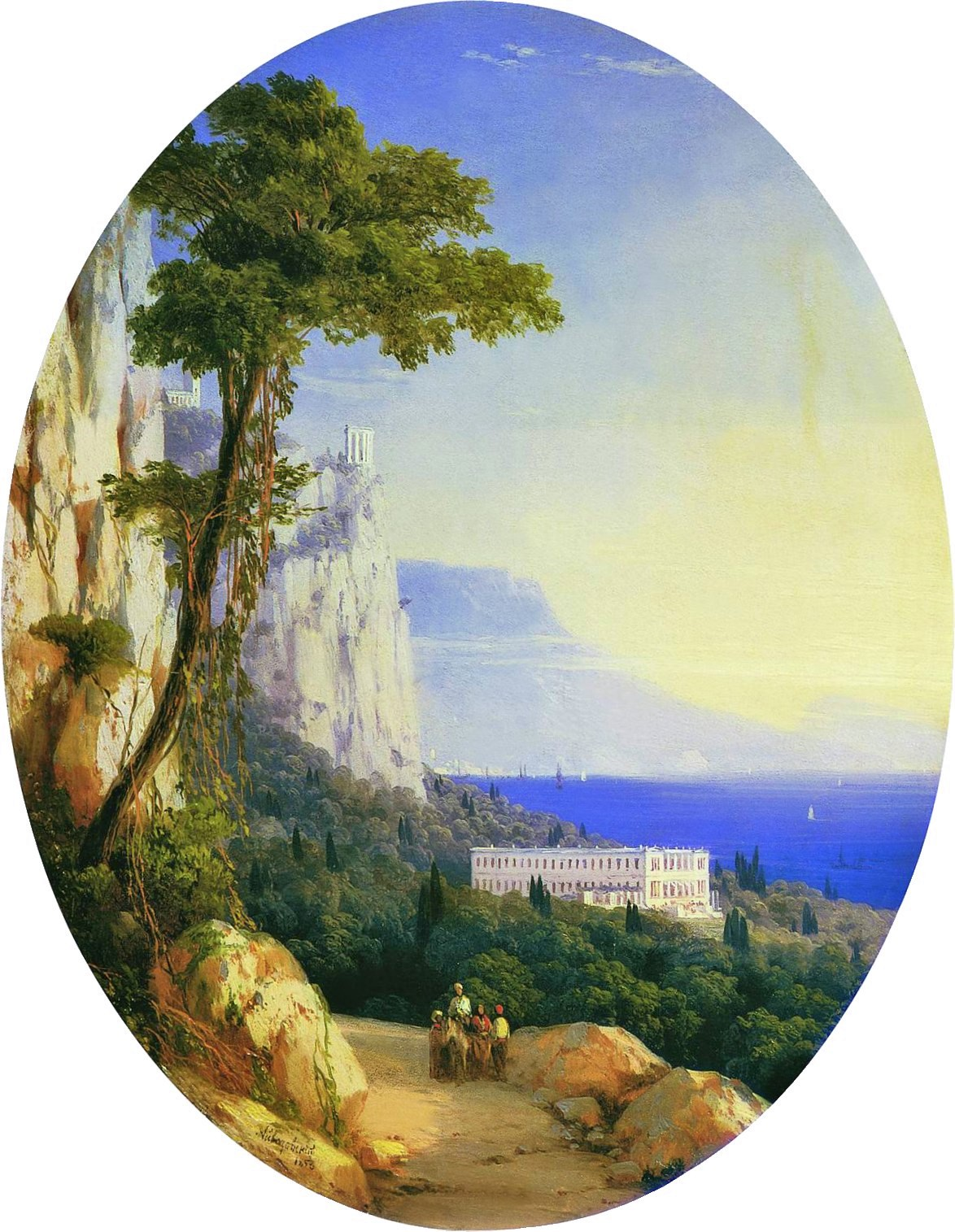
И. К. Айвазовский. Вид в Ореанде. 1858 год

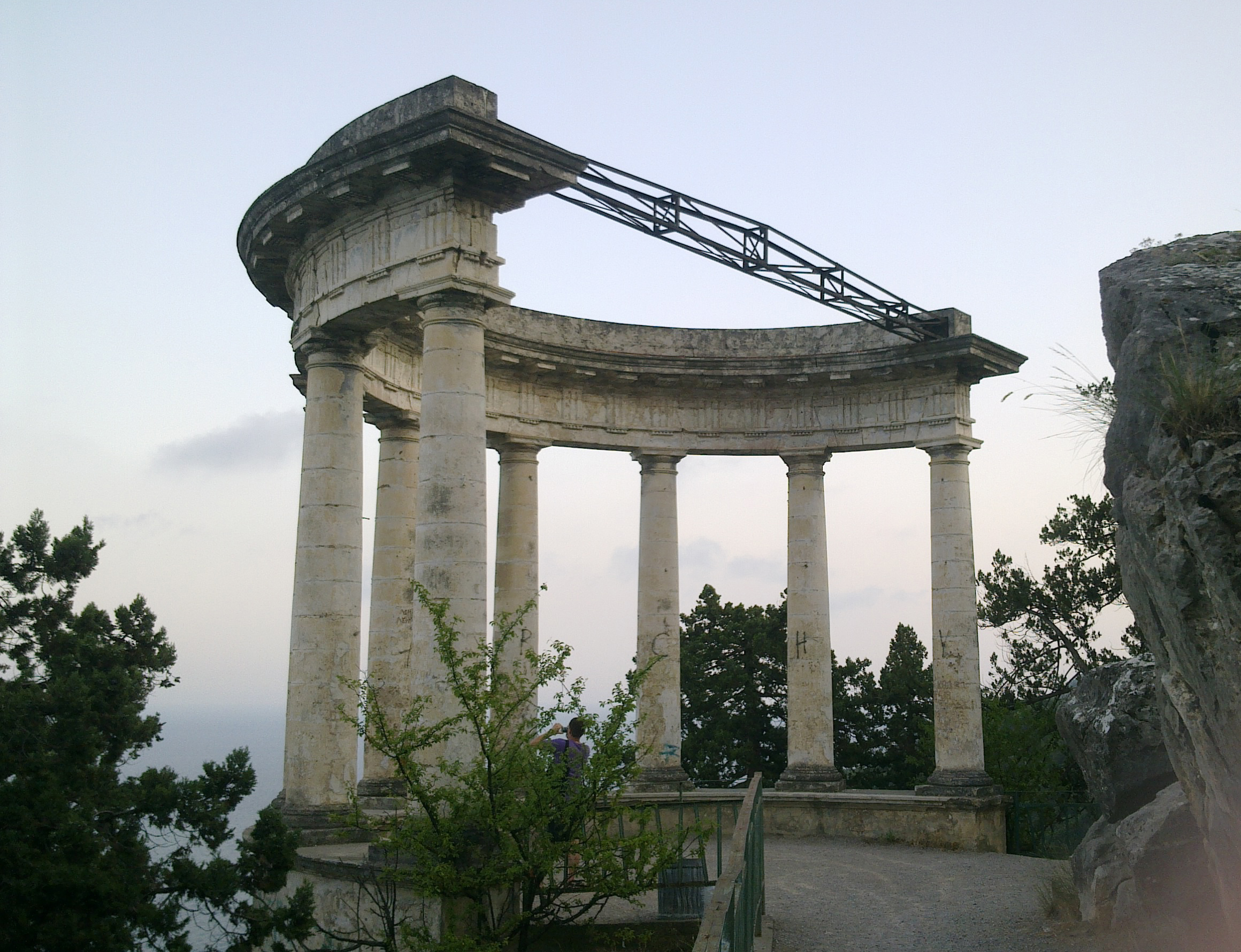
Ротонда на солнечной тропе в Ореанде

После разгрома Кафы османами в 1475 году Ореанда перешла под власть Османской империи и административно была включена в состав Кефинского санджака, (впоследствии, эялета). В начале турецкого владычества селение было приписано к Инкирману. В материалах первой переписи населения Кефинского санджака 1520 года в сёлах Мисхор и Урьянда вместе числились 1 мусульманская семья и 67 «немусульманских», из которых 3 семьи потеряли мужчину-кормильца. В дальнейшем деревня, видимо, опустела, и в учетных документах до середины XIX века, как селение, не встречается. Упоминается в «Путешествии по Крыму в 1793—1794» (Наблюдения, сделанные во время путешествия по южным наместничествам русского государя в 1793—1794, нем. Bemerkungen auf einer Reise in die suedlichen Statthalterschaften des Russischen Riechs in den Jahren 1793 und 1794) Петера Палласа, как Ургенда. После присоединения Крыма к Российской империи часть земель на его Южном берегу была роздана военнослужащим греческого Балаклавского батальона, командир которого Феодосий Ревелиоти, приобрёл и Ореанду, но вскоре продал её графу Кушелеву-Безбородко, у которого в 1825 году имение приобрёл Александр I. На карте 1842 года на месте Ореанды обозначено имение Государыни Императрицы.
В 1852 году в Ореанде было закончено строительство роскошной царской резиденции Николая I (по проекту А. И. Штакеншнайдера), окруженной прекрасным парком, в котором побывал Марк Твен. После смерти царя дворец достался по наследству его второму сыну Константину Николаевичу, который очень любил эти места. Согласно «Списку населённых мест Таврической губернии по сведениям 1864 года», составленному по результатам VIII ревизии 1864 года, Ореанда — дача Его Императорскаго Высочества Великаго Князя Константина Николаевича, с 14 дворами и 69 жителями, дворцом, ботаническим садом и зверинцем на берегу моря при безъименном роднике. Также числилась Мургуду, или Верхняя Ореанда — дача великой княгини Елены Павловны, с 4 дворами и 6 жителями при роднике Лакони. На трёхверстовой карте Шуберта 1865—1876 года обозначена дача Государыни Императрицы Орианда. В Статистическом справочнике Таврической губернии 1915 года дача Верхняя Ореанда записана за княжной О. П. Долгоруковой.
После установления в Крыму Советской власти, по постановлению Крымревкома от 8 января 1921 года была упразднена волостная система и село подчинили Ялтинскому району Ялтинского уезда. В 1922 году уезды получили название округов. Согласно Списку населённых пунктов Крымской АССР по Всесоюзной переписи 17 декабря 1926 года, на хуторе Ореанда, Гаспринского сельсовета Ялтинского района, числилось 32 двора, все некрестьянские, население составляло 53 человек, из них 33 русских, 16 украинцев и 4 белоруса
В 1944 году, после освобождения Крыма от нацистов, 12 августа 1944 года было принято постановление № ГОКО-6372с «О переселении колхозников в районы Крыма», по которому из Ростовской области РСФСР в район переселялись 3000 семей колхозников, а в начале 1950-х годов последовала вторая волна переселенцев из различных областей Украины. С 25 июня 1946 года селение в составе Крымской области РСФСР.
В 1948 году в поселке по приказу И. В. Сталина построен санаторий «Нижняя Ореанда», в 1958 году на месте где располагался царский дворец, по проекту архитектора М. Я. Гинзбурга был построен главный корпус санатория. 26 апреля 1954 года Крымская область была передана из состава РСФСР в состав УССР. Время включения в Ливадийский поссовет пока не установлено: на 15 июня 1960 года посёлок Ореанда уже числился в его составе. В 1971 году Ореанде присвоен статус посёлка городского типа. С 12 февраля 1991 года селение в составе восстановленной Крымской АССР, 26 февраля 1992 года переименованной в Автономную Республику Крым.

## Население
| 1979 | 1989 | 2001 | 2009 | 2010 | 2011 |
| ---- | ---- | ---- | ---- | ---- | ---- |
| 1286 | ↘983 | ↘891 | ↘881 | ↗888 | ↗893 |
| 2012 | 2013 | 2014 | 2016 |      |      |
| ↘887 | ↗902 | ↘835 | ↗837 |      |      |

Всеукраинская перепись 2001 года показала следующее распределение по носителям языка. 
| Язык       | Процент |
| ---------- | ------- |
| русский    | 92,9    |
| украинский | 6,88    |
| другие     | 0,11    |